# Seeklause in Steeg

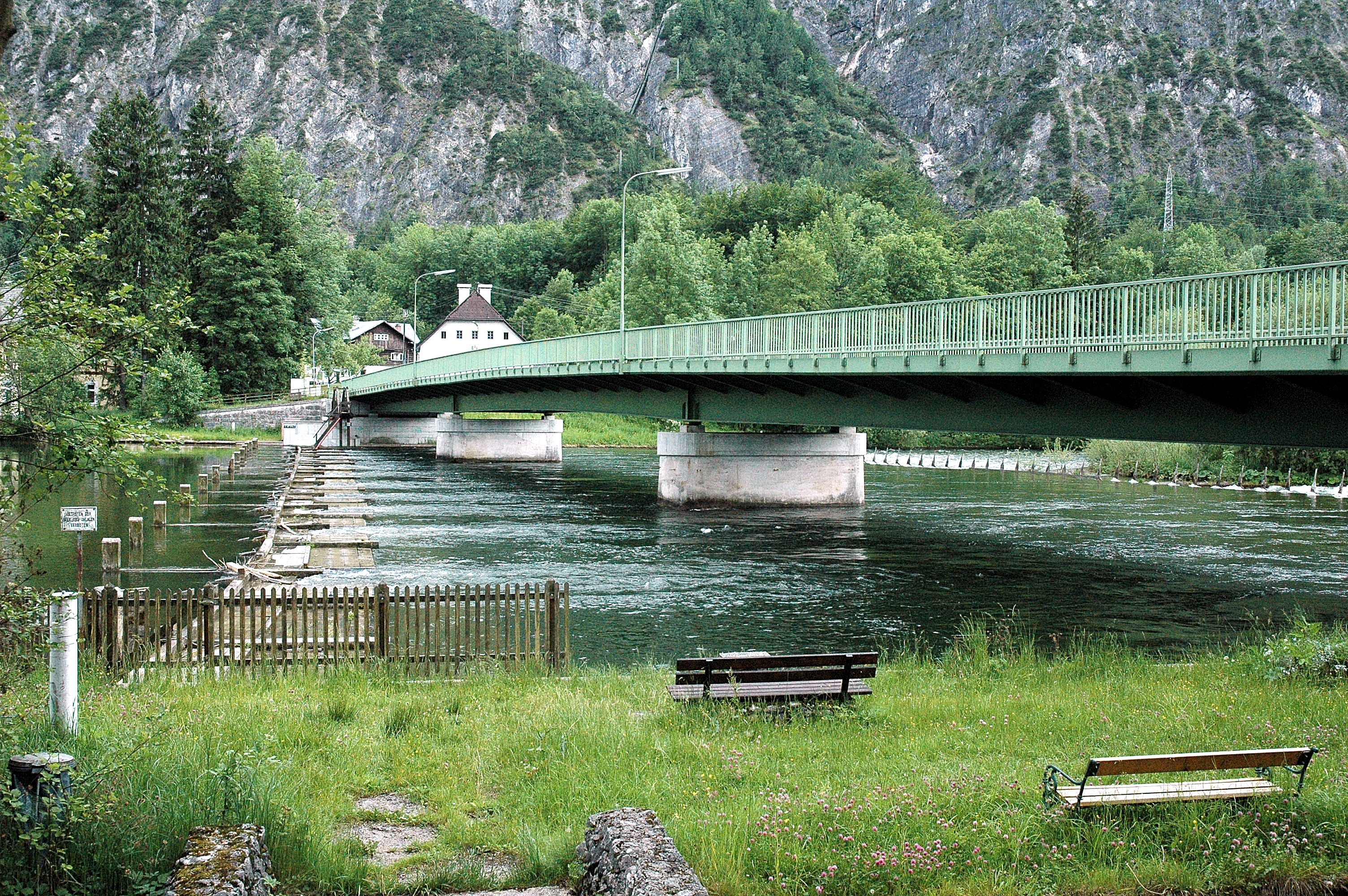
Klause (links) und Polster (rechts von der Brücke)

Die Seeklause in Steeg (Gemeinde Bad Goisern am Hallstättersee) ist ein zu Beginn des 16. Jahrhunderts erbautes Stauwerk, mit dem der Wasserstand des Hallstätter Sees reguliert werden kann. Die Seeklause gilt als das älteste technische Denkmal des oberösterreichischen Salzkammerguts, das noch zu Beginn des 21. Jahrhunderts in Betrieb ist, steht samt Klauswärterhaus unter Denkmalschutz und gehört zum UNESCO-Welterbegebiet Hallstatt-Dachstein/Salzkammergut.

## Baugeschichte
Bis zum Einbau der Steeger Seeklause in der ersten Hälfte des 16. Jahrhunderts gestaltete sich die Verschiffung des Salzes auf der oberen Traun durch deren unbeständige Wasserführung äußerst schwierig. Die Schifffahrt musste oft ausgesetzt werden, wodurch der Salzvertrieb empfindlich gestört wurden. 
Mit Hilfe der Klause wurde es möglich den Wasserstand der Traun zu regulieren und sowohl für die Naufahrt (die Fahrt flussabwärts) der Salzzillen und die Holztrift als auch für die Gegenzüge (die Fahrt flussaufwärts) die nötige Wassertiefe zu bieten.
Die an vielen Stellen mit 1511 angegebene Datierung des ersten Vorgängerbaus der Seeklause konnte anhand primärer Quellen bisher noch nicht nachgewiesen werden.
Für das Jahr 1523 ist der Bestand der Seeklause belegt. Ein größerer Umbau, die Erhöhung der Klause, erfolgte zwischen 1564 und 1573 unter der Leitung des Hallstätter Holz-, Klaus-, Wühr- und Forstmeisters Thomas Seeauer (geb. um 1500, gest. 1586/87), wodurch die bis heute erhaltene Form im Wesentlichen bestimmt wurde. 2002 wurde ein automatisches Tor eingebaut.

## Baubeschreibung

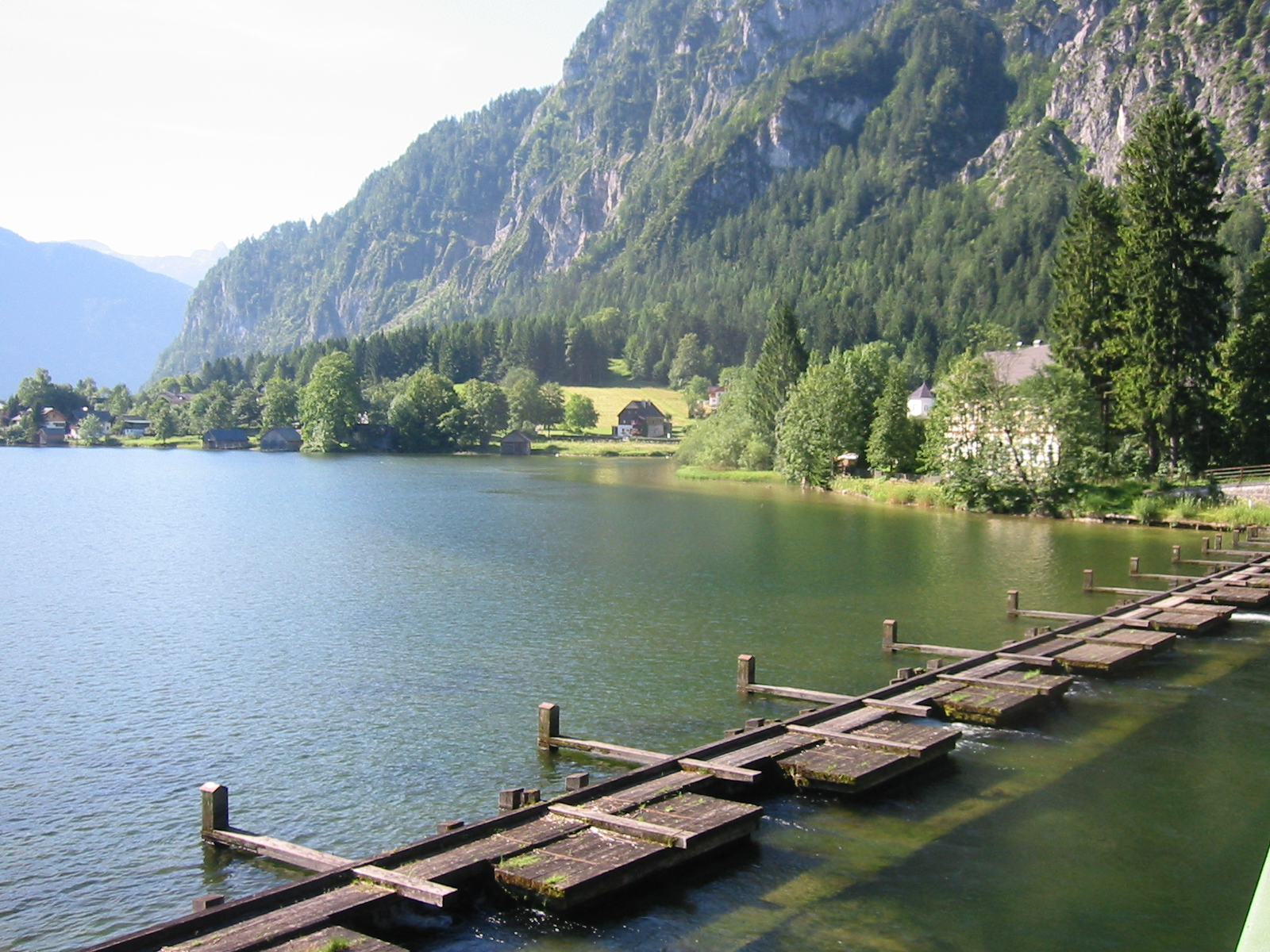
Die Klause

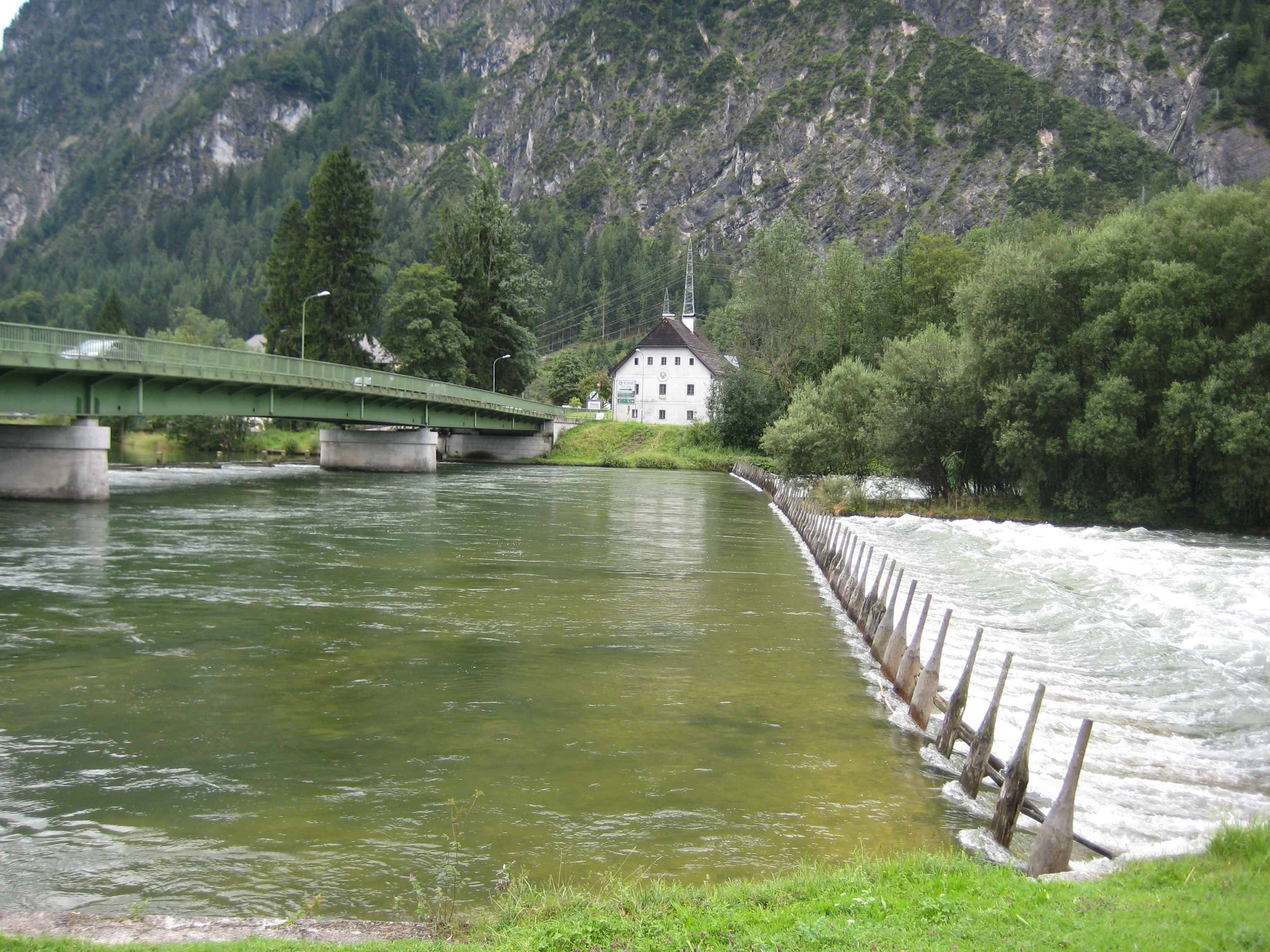
Der Polster

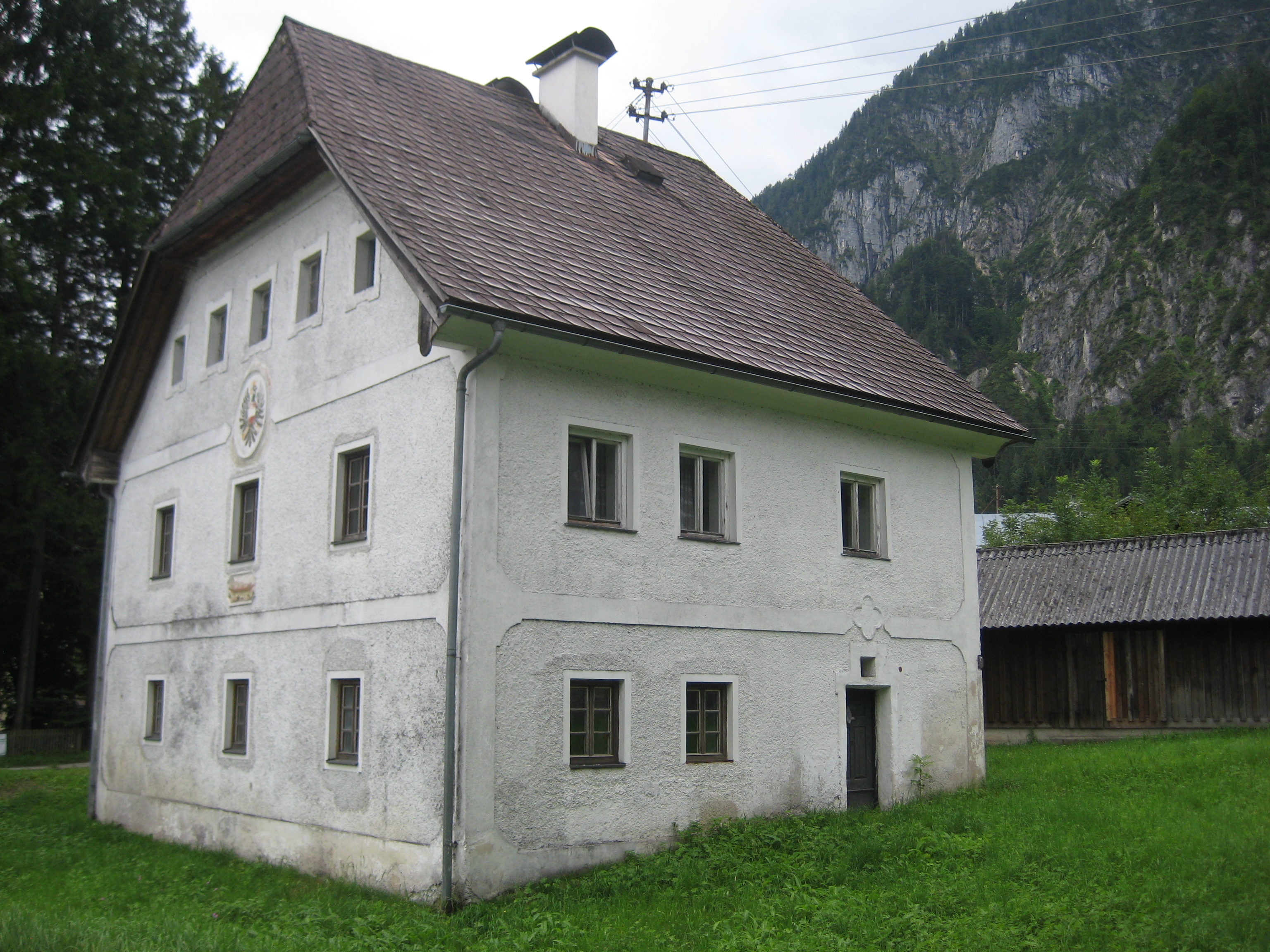
Das Klauswärterhaus

Die Seeklause besteht aus zwei voneinander getrennten Bauten, der eigentlichen Klause und dem Polster, einem 40 m flussabwärts gelegenen Gegenwehr. Zwischen diesen beiden Bauteilen führt die 1997 erneuerte Brücke über die Traun.

### Übersicht
Die eigentliche Klause besteht aus zwölf hölzernen, mit Steinen gefüllten Kästen, den Klausstuben, welche in einer Reihe quer über dem Seeausfluss stehen. Die elf Öffnungen zwischen den Klausstuben können durch Tore verschlossen werden, die um senkrechte Achsen drehbar sind. Diese Drehachsen decken sich nicht mit den Symmetrieachsen der Tore, die so selbstregulierend in die Strömungsrichtung des Wassers einpendeln. Um die Klaustore im geschlossenen Zustand vom Wasserdruck zu entlasten, wurde unterhalb der Klause der Polster, ein etwas niedrigerer Zwischenstau, geschaffen.

### Klause
Das 110,23 m lange, auf Holzpfählen gegründete Bauwerk dient heute lediglich zur Sicherung bestimmter Wasserstände des Hallstätter Sees und der Traun, wobei der Seespiegel bis zu einem Meter gehoben werden kann. Jede Klausstube besteht aus vier hölzernen Umfassungswänden, von denen drei als Spundwände ausgebildet sind. Diese in den Grund gerammten Pfähle weisen Querschnittsflächen von 12 × 18 cm auf und ragen 1,5 über die Flusssohle auf. Die vierte, zum See weisende Wand ist durch horizontal liegende Pfosten verschlossen. Die äußeren Maße der zwölf Klausstuben schwanken zwischen 7,40 × 2,90 m und 3,10 × 2,90 m, wobei jene, die den Anschluss an das rechte Ufer bildet, sogar eine Länge von 11,15 m aufweist.

### Klaustore
Die drehbaren Klaustore werden im geschlossenen Zustand durch einen Holzprügel, die Torspreize, festgehalten. Um die Klause zu öffnen, wird dieser Holzprügel herausgeschlagen, wodurch sich der Abfluss aus dem Hallstätter See um bis zu 35 m³ pro sec. erhöhen lässt. Beim Schlagen aller Klaustore, was von einer Person innerhalb von 15 Minuten zu bewältigen ist, entsteht ein Wasserschwall, der traunabwärts wandert und der als Klausschlag oder bloß Klaus bezeichnet wird. Je nach Anzahl der geöffneten Klaustore ist es möglich den Traunwasserstand bis zu einem halben Meter in Bad Ischl beziehungsweise um bis zu 35 cm in Ebensee zu erhöhen.

### Polster
Der Polster besteht aus dem horizontal in der Flusssohle liegenden Dockenbaum, einem Vierkantholz von 28 × 40 cm Querschnittsfläche, und den darin jeweils zwei Meter voneinander entfernt schräg nach oben eingesteckten Docken. Diese Rundhölzer von etwa 15 cm Durchmesser und 2 m Länge sind am freien Ende stielartig zugespitzt und jeweils durch eine flussabwärts liegende Schrägstütze abgespreizt. Um den Wasserspiegel hinter der Klause zu heben, werden an die Docken horizontale, quer zum Fluss liegende Versetzbretter angeschoben.

## Denkmalwert
Die in originaler Bauweise erhaltene Seeklause in Steeg kann als die größte historische Anlage ihrer Art angesprochen werden und zählt zu den ältesten technischen Denkmälern Oberösterreichs. Dieses Denkmal bezeugt, wie massiv die frühneuzeitliche Salzindustrie in den Naturraum eingriff und dessen Ressourcen nutzbar machte.

## Vergleichsbeispiele
- Gößl, Toplitzseeklause
- Grundlsee, Grundlseer Seeklause, demoliert 1978
- Königssee (Berchtesgaden), Seeklause am Königssee